# Ort (Heraldik)

Schildteilung

Als Ort, auch Mittleres Hauptstück oder Hauptstelle wird in der Heraldik ein Heroldsbild bezeichnet, das mittig am oberen Schildrand im Wappen anliegt und eine quadratische Form hat. Eine Seite des Ortes ist etwa ein Drittel der Schildbreite lang. Das Heroldsbild ist anders gefärbt als der Schild. Vorwiegend ist es kleiner als das Freiviertel. Es liegt in einem gedachten zweimal geteilten und zweimal gespalten (sogenannten neun feldrigen)  Schild auf der Stelle 2 bei reihenweiser Feldzählung (bei pfahlweiser auf Stelle 4). Am unteren Schildrand mittig auf Feld 8 (beziehungsweise Feld 6), steht dem Ort die Fersenstelle oder der Punkt gegenüber.